# Arcuphantes yamakawai
Arcuphantes yamakawai là một loài nhện trong họ Linyphiidae.
Loài này thuộc chi Arcuphantes. Arcuphantes yamakawai được Ryoji Oi miêu tả năm 1960.